# ニード・フォー・スピード カーボン
『ニード・フォー・スピード カーボン』（Need for Speed: Carbon、NFSC）は、EA Black Boxが開発し、エレクトロニック・アーツが2006年11月1日に米国で発売したレースゲーム。日本語版は2006年12月21日発売。
プレイステーション3とWiiにリリースされるものとしては、最初のニード・フォー・スピードとなる。また、北米においてはニンテンドー ゲームキューブやXbox向けにもリリースされている。ニード・フォー・スピード カーボンに登場する多くの車はニード・フォー・スピード モスト・ウォンテッドで登場した車両が多数含まれており、新しい車両としてはアウディルマンクワトロ、シェルビーGT500、ダッジチャレンジャーコンセプトなどが含まれている。カーボンのヒロインにはエマニュエル・ヴォージアが起用された。また、モスト・ウォンテッドに登場したクロス巡査部長が賞金稼ぎとなり序盤やストーリー本編に少しながら登場している。

## 概要
カーボンは現実のレーシングクラブとチームがアイデアの基礎になっている。本作ではチームでの抗争が中心となっており、ストーリーを進めるごとに主人公チームのメンバーになる人物が増えていく。プレーヤーはクルーの中からスカウト、ブロッカー、ドラフターのような特定の人物を指名する事ができる。
- スカウト - トラック中のショートカットを発見する。
- ブロッカー - ライバルチームの車両を妨害する。
- ドラフター - プレーヤーの前を走行し、スリップストリーム状態を作りだす。

また各クルーメンバーは上記以外に二つ目のスキルを持っている。
- ファブリケーター - Autosculpt（パーツの形状や大きさなどを自由に変更できる機能）で、カーパーツをモディファイできる。
- メカニック - パフォーマンスパーツや車を安く購入できる。
- フィクサー - ヒートレベルを減らしたり、レースに勝利した場合に金を多めに貰うことができる。

プレーヤーはレースに勝利すればテリトリーを獲得することができ、パーツショップや新たなチームメイトなどを見つけることができる。ゲームはニード・フォー・スピード アンダーグラウンドのようなドリフトレースと、新たに登場した峠道で敵車と一対一で勝負するキャニオンレースを特徴としている。カーボンは前作より多くのカスタマイズが可能であり、それには前作より多い数百色もの色、エアロパーツ、マフラー、バイナルなどが含まれる。
このゲームはニード・フォー・スピード モスト・ウォンテッドの続編であり警察追跡、スピードブレイカー、パースートブレイカーなどの前作で使われた要素が取り込まれている。ただし警察追跡については、警察ヘリが追跡には参加しない(ただし、逮捕シーンのみ登場する)、詳しい違反内容が表示されない、クールダウン中はパトカーの位置がレーダーではなくマップ中に表示されるなど前作より追跡が簡略化されている。他に自分の車のスクリーンショットや統計をNeed for Speed.comにアップロードする機能も備わっている。またPC、Xbox 360、PS3版の特徴としてオンラインの“Be the Cop”モードが挙げられる。

## ストーリー
前作のニード・フォー・スピード モスト・ウォンテッドの続編となる。
前作で愛車のBMW・M3 GTRをロックポートのブラックリストランカーNo.1のレーザーから取り返しロックポートから逃亡。その後、全国最重要指名手配者となった主人公はある街を目指して峠を走っているところに前作で主人公を取り逃したせいで警察を懲戒免職になったクロスが前作同様のクロス仕様になったシボレー・コルベットC6に搭乗し、主人公を追跡してくる。峠を越えてたどり着いた街・パルモントシティが本作の舞台で、2年前に主人公が住んでいた街でもあった。
2年前、ダリウスのチームに属しており、彼からトヨタ・スープラを借りて各チームのリーダーとバトルをしている最中に警察が現われ、仲間であったニッキーから掛け金が入ったバックを渡されて逃げるも中身に大金は入っていなかった。その後主人公は警察の手から逃れる為にニード・フォー・スピード アンダーグランドの舞台であるオリンピックシティに身を隠す事になった。
そしてBMW・M3 GTRが事故で大破し、クロスに捕まる寸前のところをダリウスが助けに入り、自由の身となった主人公は2年前の一件で仲間から裏切り者と思われており、信頼を取り戻すために消えた大金の行方を追うとともに街のテリトリー争奪戦に参加することとなる。

## 登場人物
主人公(演-クレイグ・ソレンセン)
プレイヤーでありこのゲームで操作する人物。前作でレーザーからBMW・M3 GTRを取り返したが、パルモントシティに入る寸前にクロスによって大破されてしまう。その後、ダリウスが用意した車両でテリトリー争奪戦に身を投じることになる。顔は前作同様一切映らず、逮捕された時もモザイクがかかっている。(ただし、かなり見えづらいがフォトモードで顔を確認できる。)
ニッキー（演-エマニュエル・ヴォージア/声-能登麻美子）
このゲームのヒロイン。愛車はフォード・GT。ダリウスの命令で主人公をサポートする。
幼い頃に両親が離婚、女手一つで育てられる。また車に興味を持ち、10歳で'69年型カマロの分解・組み立てを行う。その後その知識と技術を活かし、地元の修理工場でメカニックをしていたことがある。
ダリウスとは恋人同士の関係にある。
ちなみに登場時のシーンはマイケル・ジャクソンをモチーフにしたオマージュである。
クロス（演-ディーン・マッケンジー/声-大友龍三郎）
前作では巡査部長だったが主人公を取り逃したことで懲戒免職になり、バウンティハンターとなった。愛車はシボレー・コルベットZ06。Xを模したバイナルグラフィックスが施されている。
ダリウス（演-ターモー・ペニケット/声-平田広明）
主人公のかつての友人。愛車はアウディ・ルマンクワトロ。パルモントシティ北部シルバートンのチーム「スタッカード・デック」のリーダー。
パルモントシティのストリートレーサーの中で高い地位を確立し、富や名声で多くのストリートレーサーたちを味方に付けている。
冷静沈着な判断力を持ち、どんな状況でも決して焦らずに知的な判断を下す。また周りに悟られないように、人の不幸を喜ぶ一面を持つ。
主人公に協力的な態度を取るが、実は今回の大金消失事件の黒幕であり、その大金を利用して今の地位を築いていた。真相を知った主人公と決着をつけるために最後の対決に挑む。
ネビル（演-クリス・ゴーティエ/声-島田敏）
主人公の仲間になるストリートレーサーの一人。
お調子者で気のいい性格。ニッキーには頭が上がらず、いいように扱われている。
太った体型通り、豪快なドライビングを得意とする。
サール（演-エリアス・タフェキス）
主人公の仲間になるストリートレーサーの一人。
頭脳明晰だが気が弱く、お人好し。
ちなみに登場時のシーンはマイケル・ブーブレをモチーフにしたオマージュである。
ケンジ（演-ケン・カービー/声-森久保祥太郎）
パルモントシティ東部ダウンタウンのチーム「武士道」のリーダー。愛車はマツダ・RX-7。後に主人公にテリトリーを奪われると「スタッカード・デック」のメンバーとなり、三菱・ランサーエボリューションIX MRに乗り換える。
ユミ・ヤマモト（演/声-Melody.）
パルモントシティ東部ダウンタウンのチーム「武士道」のメンバーで、ストーリーを進めると仲間になるストリートレーサーの一人。テーマソングを歌うMelody.が演じている（日本語版もMelody.本人が吹き替えている）。
ちなみに登場時のシーンはアネット・ファニセロをモチーフにしたオマージュである。
アンジー（演-ダニエレ・クレメニウク）
パルモントシティ南部ケンプトンのチーム「21stストリートクルー」の女リーダー。愛車はダッジ・チャージャーR/T。後に主人公にテリトリーを奪われると「スタッカード・デック」のメンバーとなり、ダッジ・チャレンジャーコンセプトに乗り換える。
サムソン（演-ノア・ダンビー）
パルモントシティ南部ケンプトンのチーム「21stストリートクルー」のメンバーで、ストーリーを進めると仲間になるストリートレーサーの一人。
ウルフ（演-ショー・マドソン）
パルモントシティ西部フォーチュナのチーム「TFK（ザ・フォーチュナ・キングスの略）」のリーダー。愛車はアストンマーティン・DB9。後に主人公にテリトリーを奪われると「スタッカード・デック」のメンバーとなりランボルギーニ・ムルシエラゴに乗り換える。
コリン（演-スティーブ・ロウラー/声-中田和宏）
パルモントシティ西部フォーチュナのチーム「TFK」のメンバーで、ストーリーを進めると仲間になるストリートレーサーの一人。
ちなみに登場時のシーンはエルヴィス・プレスリーをモチーフにしたオマージュである。

## ゲームモード
ウィングマン(チームメンバー)が同時に走る際は、プレイヤーが順位を落としてもウィングマンが１位をとれば勝利となる。
ストリート
仕切られた公道を周回するレース。（ウィングマン参加）
スプリント
公道の一部を使い、スタートからゴールまで走るレース。%で残りの距離がわかる。（街中のコースのみウィングマン参加、キャニオンコースは参加しない）
スピードトラップ
コースの至るところにある速度計測ポイントを猛スピードで駆け抜け、合計の速度で勝敗を決めるレース。着順は影響しないが、1位がゴールすると遅れているプレイヤーは1秒毎に合計速度が減らされていく。（ウィングマン参加）
ドリフト
ドリフトポイントを競うレース。後輪が滑りやすくなっており、ドリフトすることでポイントが溜まる。また、ぶつけるとその時点でドリフトは終了になる。（ウィングマン不参加）
チェックポイント
コースの途中にチェックポイントがあり、制限時間内に全てのチェックポイントを通過してゴールすればクリアとなるレース。（ウィングマン不参加）
キャニオン
1対1で、二本勝負のレース。1本目は後追いでできるだけ相手に近づき、ポイントを稼ぐ。2本目は先行となり、1本目で稼いだポイントがなくならないように走る。相手に近づかれるとポイントの消費が早くなる。このルールでのキャニオンはところどころが脆いガードレールになっており、そこを飛び出ると敗北となる。1本目で相手を抜く、もしくは差を110メートル（362フィート）以上離し、10秒間その状態を保つ、幅寄せなどでライバルが崖から転落すると勝利となる。ちなみに、1本目では相手に接触すると5000ポイント減点、2本目では相手に接触すると5000ポイント加点となる。
バトルウォー
計１０台以上のレーサーと「ストリート」の条件でバトルする。他のイベントより長距離。（ウィングマン不参加）

## 登場車両
ニード・フォー・スピード カーボンでは、車は3つのカテゴリ、３つのセット（性能を表し、数字が大きいほど高性能）に分けられている。またパフォーマンスチューンを行ってもNFSMWやNFSUなどのように平均的かつ大幅に性能が上がるのではなく、車の元の性能に基づいた上がり方をする。機種によって登場車種にも差がある。
車両一覧
チューナー（スタンダード）：殆どの車は日本車であり、ハンドリング性能に長けている。しかしスピード等は軒並み低く、キャニオンでのバトル向き。
- インフィニティ・G35
- レクサス・IS300
- マツダスピード3
- マツダ・RX-7
- マツダ・RX-8
- 三菱・エクリプスGS-T
- 三菱・エクリプスGT
- 三菱・ランサーエボリューションIX MR
- 日産・240SX
- 日産・350Z
- 日産・スカイラインGT-R R34
- ルノー・クリオV6
- スバル・インプレッサWRX STi
- トヨタ・カローラGT-S
- トヨタ・MR2
- トヨタ・スープラ
- フォルクスワーゲン・ゴルフR32

マッスル：殆どの車は米国車であり、加速性能に長けている。非常にパワー、トルクが強いが、重量と不安定でドリフトを誘発しやすい。
- シボレー・カマロコンセプト
- シボレー・カマロSS
- シボレー・シェベルSS
- シボレー・コルベットZ06
- クライスラー・300CSRT8
- ダッジ・チャレンジャーコンセプト
- ダッジ・チャレンジャーR/T
- ダッジ・チャージャーR/T
- ダッジ・チャージャーSRT8
- ダッジ・バイパーSRT-10
- フォード・マスタングGT
- シェルビー・マスタングGT500
- プリマス・ヘミクーダ
- プリムス・ロードランナー
- ポンティアック・GTO
- ボクスホール・モナーロVXR

エキゾチック（ハイエンド）：殆どの車は欧州車であり、最高速性能に長けている。安定性が高く、基本的なイベントをこなせる。
- アルファロメオ・ブレラ
- アストンマーティン・DB9
- アウディ・ルマンクワトロ
- BMW・M3GTR
- フォードGT
- ジャガー・XK
- ケーニグセグ・CCX
- ランボルギーニ・ガヤルド
- ランボルギーニ・ムルシエラゴ
- ランボルギーニ・ムルシエラゴLP640
- ロータス・エリーゼ
- ロータス・ヨーロッパS
- メルセデス・ベンツ・CLK500
- メルセデス・ベンツ・SL65AMG
- メルセデス・ベンツ・SLRマクラーレン
- パガーニ・ゾンダF
- ポルシェ・911GT3RS
- ポルシェ・911ターボ
- ポルシェ・カレラGT
- ポルシェ・ケイマンS

## EA TRAX
今作は3つの車(チューナー、マッスル、エキゾチック)の分類により流れる音楽の系統が変わる。

### エレクトロニック (チューナー)
1. Gary Numan/Tubeway Army - Are 'Friends' Electric?
2. Goldfrapp	- Ride A White Horse (Serge Santiago Remix)
3. Ladytron - Fighting In Built Up Areas
4. Ladytron - Sugar (Jagz Kooner Remix)
5. Melody - Feel The Rush (Junkie XL Remix)
6. The Presets - Steamworks
7. Tiga - Good As Gold
8. Tomas Andersson - Washing Up (Tiga Remix)
9. Vitalic - My Friend Dario
10. Yonderboi - People Always Talk About The Weather (Junkie XL Remix)

### ロック (マッスル)
1. Eagles of Death Metal - Don't Speak (I Came To Make A Bang!)
2. Every Move A Picture - Signs Of Life
3. Kyuss - Hurricane
4. Metro Riots - Thee Small Faces
5. Priestess - I Am The Night, Colour Me Black
6. The Bronx - Around The Horn
7. The Vacation - I'm No Good
8. Valient Thorr - Heatseeker
9. Wolfmother - Joker And The Thief

### ヒップホップ/グライム (エキゾチック)
1. Dynamite MC - After Party
2. Dynamite MC - Bounce
3. Ekstrak - Hard Drivers
4. Grandmaster Flash and the Furious Five - Scorpio
5. Lady Sovereign - Love Me Or Hate Me
6. Part 2 feat. Fallacy - One Of Dem Days (Remix)
7. Pharrell - Show You How To Hustle (feat. Lauren)
8. Roots Manuva - No Love
9. Spank Rock - What It Look Like
10. Sway - Hype Boys
11. Tigarah - Girl Fight (Mr. D Hyphy Mix)

### オリジナル
1. Ekstrak - Belt (メニュー・チューナーBGM)
2. Ekstrak - Burnout (メニュー・マッスルBGM)
3. Ekstrak - Induction Kit (メニュー・エキゾチックBGM)
4. Ekstrak - Limited Slip
5. Ekstrak - Numbers
6. Ekstrak - Staggered Injection
7. Ekstrak & Trevor Morris - Bending Light
8. Ekstrak & Trevor Morris - Sounding Streets
9. Ekstrak & Trevor Morris - Urban Assault
10. Legowelt - Disco Rout
11. Trevor Morris - Control Onegaishimasu
12. Trevor Morris - Drift Itsumo
13. Trevor Morris - Konbawa
14. Trevor Morris - Suckers OgenkiDesuka

下記は警察追跡BGM。
1. Paul Linford - Kick It Up A Notch
2. Paul Linford - Feels Good, Don't it?
3. Paul Linford - My, My, Missy
4. Paul Linford - Don't Like It, Do Ya?
5. Paul Linford - Ya Think
6. Paul Linford - Not Sure About This, T
7. Paul Linford - This Doesn't look Good
8. Paul Linford - Layin' Low
9. Paul Linford - Bet'r Ride
10. Paul Linford - Kiss ya Ass Goodbye
11. Paul Linford - Take That Dawg
12. Paul Linford - Busted
13. Paul Linford - Stakes Are Higher
14. Paul Linford - Lucky Break